# Палео-Фруріо

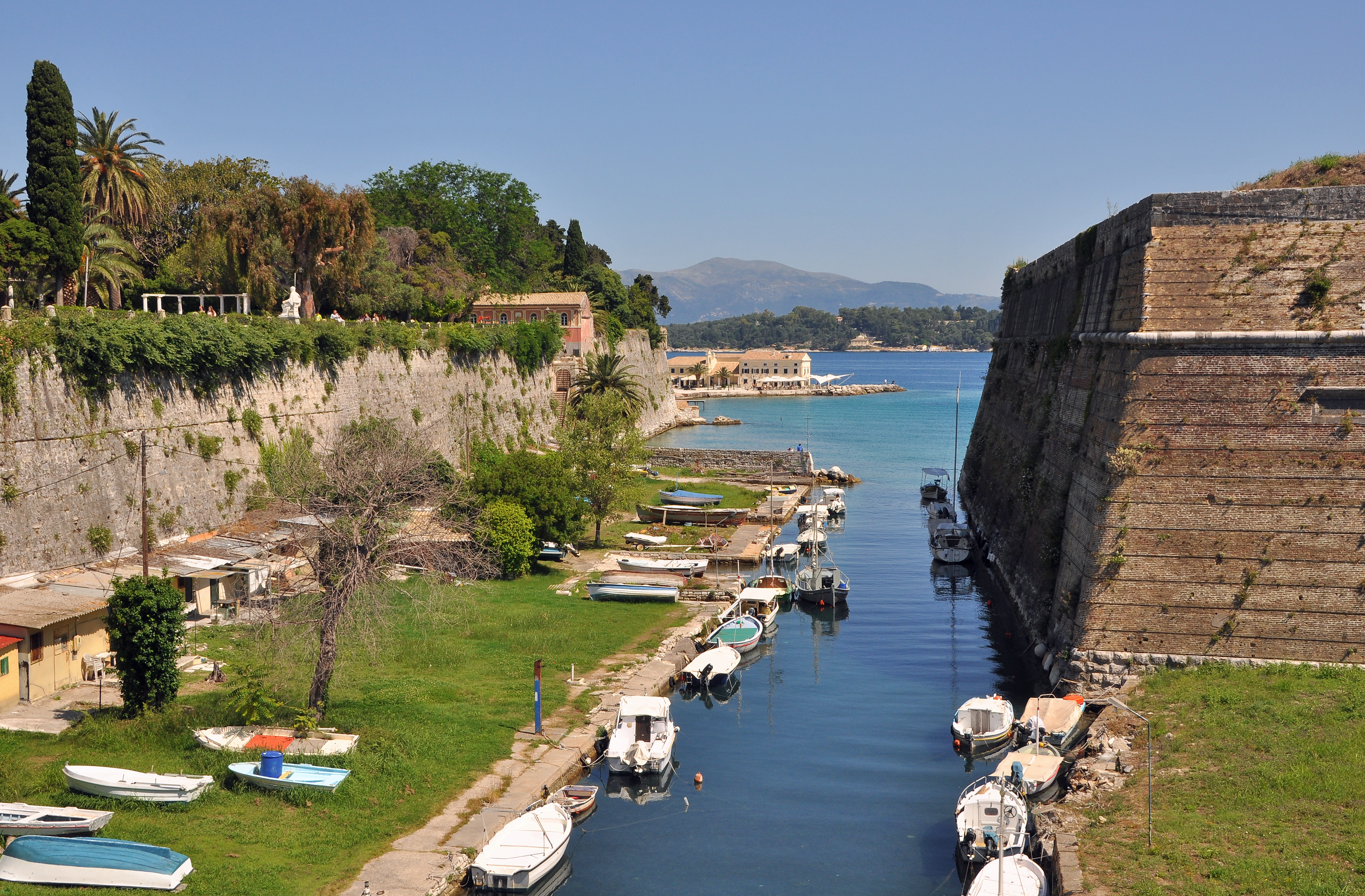
Канал

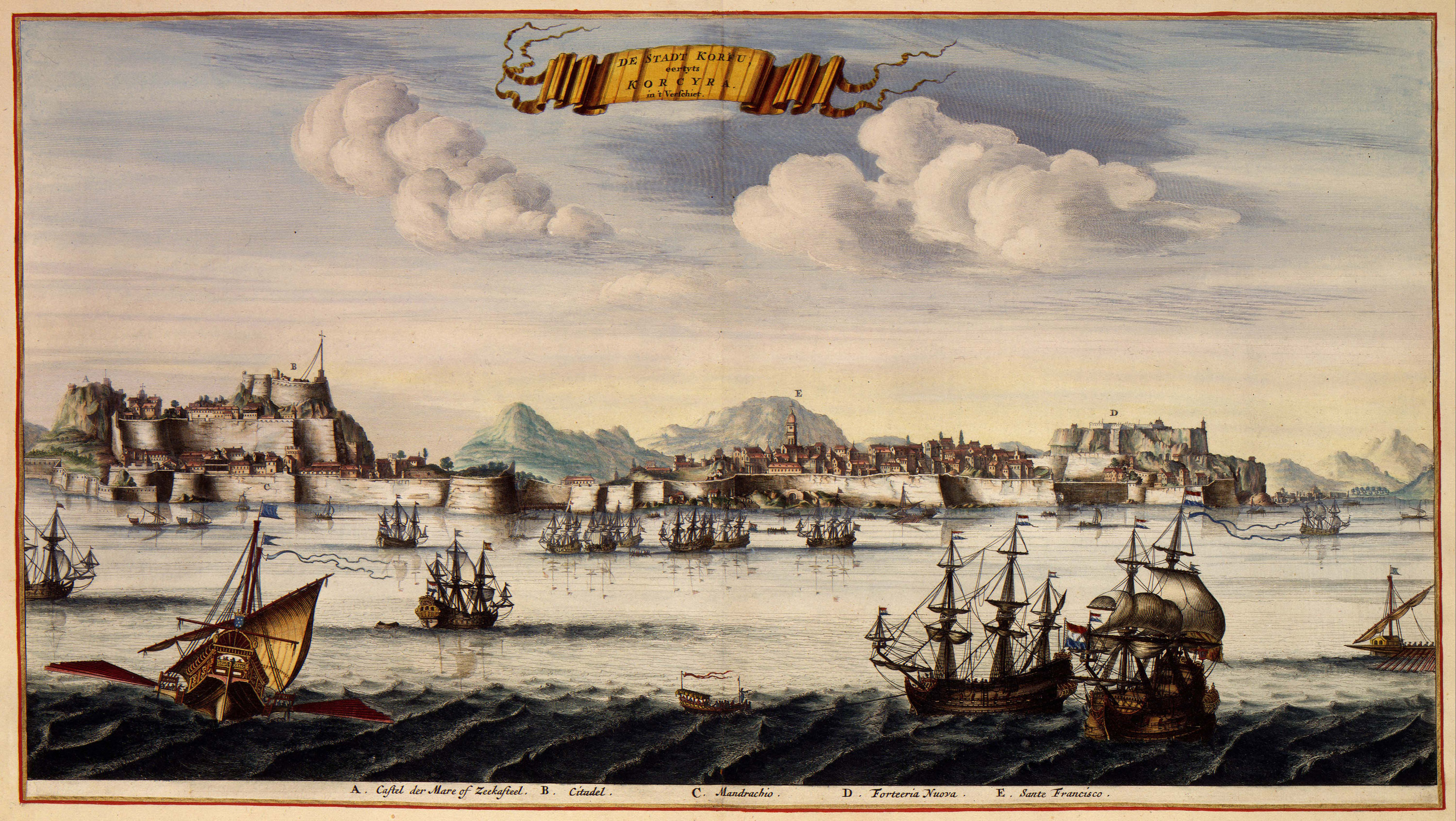
1790 р.

Палео Фруріо (грец. Παλαιό Φρούριο, італ. Paleo Fryrio — «стара фортеця») — фортеця розташована в грецькому місті Керкірі (Корфу) на одноіменному острові. Найдавніші споруди були закладені в VIII ст. візантійцями. Фортеця добудовувалася венеційцями і англійцями. Останні споруди збудовані до XIX століття.
Палео Фруріо розташований на східному краю мису. Фортеця зведена на штучному острові. Між Палео Фрурією і містом проритий канал Контра-Фосса.

## Історія фортеці

### Візантійський період
За даними археологічних розкопок, перші споруди на місці Палео Фруріо з'явилися в VII–VIII ст. н. е. Ймовірно, в епоху ранньої Візантії вторгнення готичних племен змусило городян посилити оборону мису і з цього моменту тут, під захистом фортечних укріплень, облаштовувався район, який тепер називається Старе місто. Про існування фортеці в 7-10 століттях даних не збереглося, але вже в першій половині 11 століття в історичному циклі «Олексіада», який написала візантійська принцеса Анна Комніна, Корфу характеризується як «дуже укріплене місто».

### Венеційський період
У період, що передує багатовіковому венеційському правлінню, Палео Фруріо зміцнювалася і добудовувалася за вказівкою правителів Епірського царства, а також при правителях з Анжу-Сицилійського дому, яким належав Корфу в 13-14 століттях. В результаті, коли наприкінці 14 століття острів Корфу став власністю Венеційської республіки, територія Палео Фруріо охоплювала два укріплених пагорба. Західний пагорб, вищий і розташований ближче до міста, венеційці називали Кастель-а-Терра (Замок на землі) або Кастель Нуово (Новий замок). Зміцнення на східному пагорбі, розташованому ближче до краю півострова, були названі венеційцями Кастель-а-Мар (Замок на морі) або Кастель Веккйо (Старий замок). У першій половині 15 століття, коли військові реалії тієї епохи стали вимагати абсолютно новий тип фортифікаційних споруд, венеційці розпочали поступове оновлення Старої фортеці. У цей період в фортеці з'явилися перші батареї з гарматами, які обороняли підступи з суші.
Після Першої облоги Корфу (1537 рік), коли Стара фортеця Корфу хоч і не скорилася ворогові, але все-таки не змогла врятувати за своїми стінами всіх охочих сховатися від султанської армії, венеційський губернатор наказав збільшити територію фортеці і посилити її новими оборонними лініями. Будівництво почалося в 1546 році і тривало більше 40 років, за час яких навколо Палео Фруріо були споруджені нові фортечні стіни з двома вежами – Вежа Суші і Вежа Моря, побудований причал для флоту (Мантракі) з північного боку фортеці, а головний вхід у фортецю був посилений двома могутніми бастіонами.
Перед фортецею була побудована просторий і відкритий майданчик для стрільби (Спьянада), для якого спеціально звільнили місце і знесли, попри обурення городян, понад 300 старих будинків. Ще однією грандіозною зміною міського ландшафту стало будівництво штучного каналу Контрафосса, який перетворив край мису в острів. Тепер Стара фортеця Корфу відокремлювалася від міста широким каналом з морською водою і доступ в цитадель здійснювався за допомогою відкидного моста. Після перебудови Палео Фруріо на її території було заборонено будівництво житлових будинків, внаслідок чого навколо фортеці почав рости новий район міста – Ексополі. Влітку 1571 року Стара фортеця перенесла атаки османського війська.

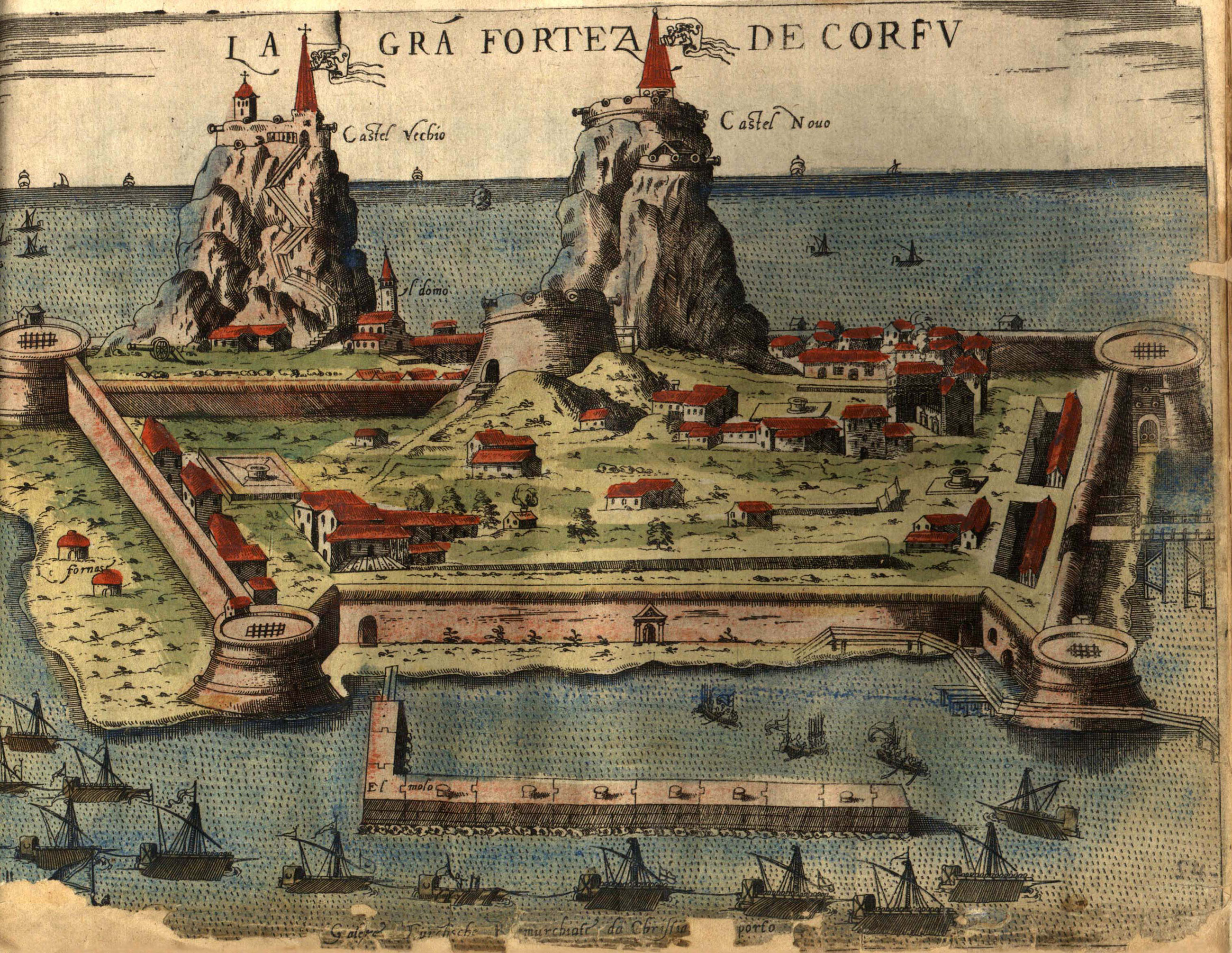
1573 р.

У продовженні цього періоду були споруджені нові бастіони, побудовані західні ворота, збільшено і розширено рів. Для створення другої оборонної лінії був викопаний ще один рів з зовнішніми стінами. Але існувала і третя лінія оборони, що проходить навколо двох високих точок місцевості. Сторони цих височин були зачищені до гладкої поверхні скелі, що зробило їх практично неможливим для захоплення ворогами.
Другий період (XVI–XVIII ст.) почався з повного завершення будівництва (1546–1588 рр.) і закінчився внеском наступних власників Керкіри — англійців.  До наших днів збереглися два бастіони цієї фортеці, на яких написані імена італьянцкіх інженерів Martinengo і Savorgnan. Англійці не тільки споруджували будівлі, але і вносили архітектурні доповнення у вже побудовані об'єкти. До таких будов відноситься церква Св. Георгія (1840 рік) з доричними колонаді. До наших днів не збереглися багато храмів і будівлі — палацу венеційського правителя в їх числі. 

### XVII-XIX сторіччя
У 1716 році відбулася Друга облога Корфу, яка тривала 7 тижнів, і також завершилася невдачею для Османської імперії. Обороною Старої фортеці командував граф Йоганн Матіас фон дер Шуленбург, пам'ятник якому згодом було встановлено перед фортецею. Наприкінці 18 - початку 19 століття фортеця, як і весь острів, кілька разів переходила з рук в руки. Спочатку Керкірою управляли французи-республіканці, яких незабаром вибила з острова російсько-турецька ескадра, щоб створити тут де-факто незалежну Республіку Семи Островів. 1807 року знову повернулися французи, але вже в 1814 році їх місце зайняли англійці, які управляли Корфу аж до входу Іонічних островів до складу Греції в 1864 році. У роки британського правління на території Старої фортеці було побудовано кілька нових казарм, церква, лазарет для полонених, лікарня для англійських військових, склади та інші господарські споруди.
У 19 столітті старовинний відкидний міст, що піднімався в разі небезпеки, був перебудований в стаціонарний міст з поручнями і ліхтарями.

### XX сторіччя
У роки Другої світової війни в Старій фортеці кілька днів містилися сотні місцевих євреїв перед тим, як нацисти депортували їх з острова з подальшим відправленням в табір смерті Біркенау. В кінці війни фортеця отримала різні пошкодження в ході бомбардувань острова, і в післявоєнні роки було проведено її відновлення, після якого Палео Фруріо стала виконувати функції соціального об'єкта культури.

## Фортеця нині[коли?]

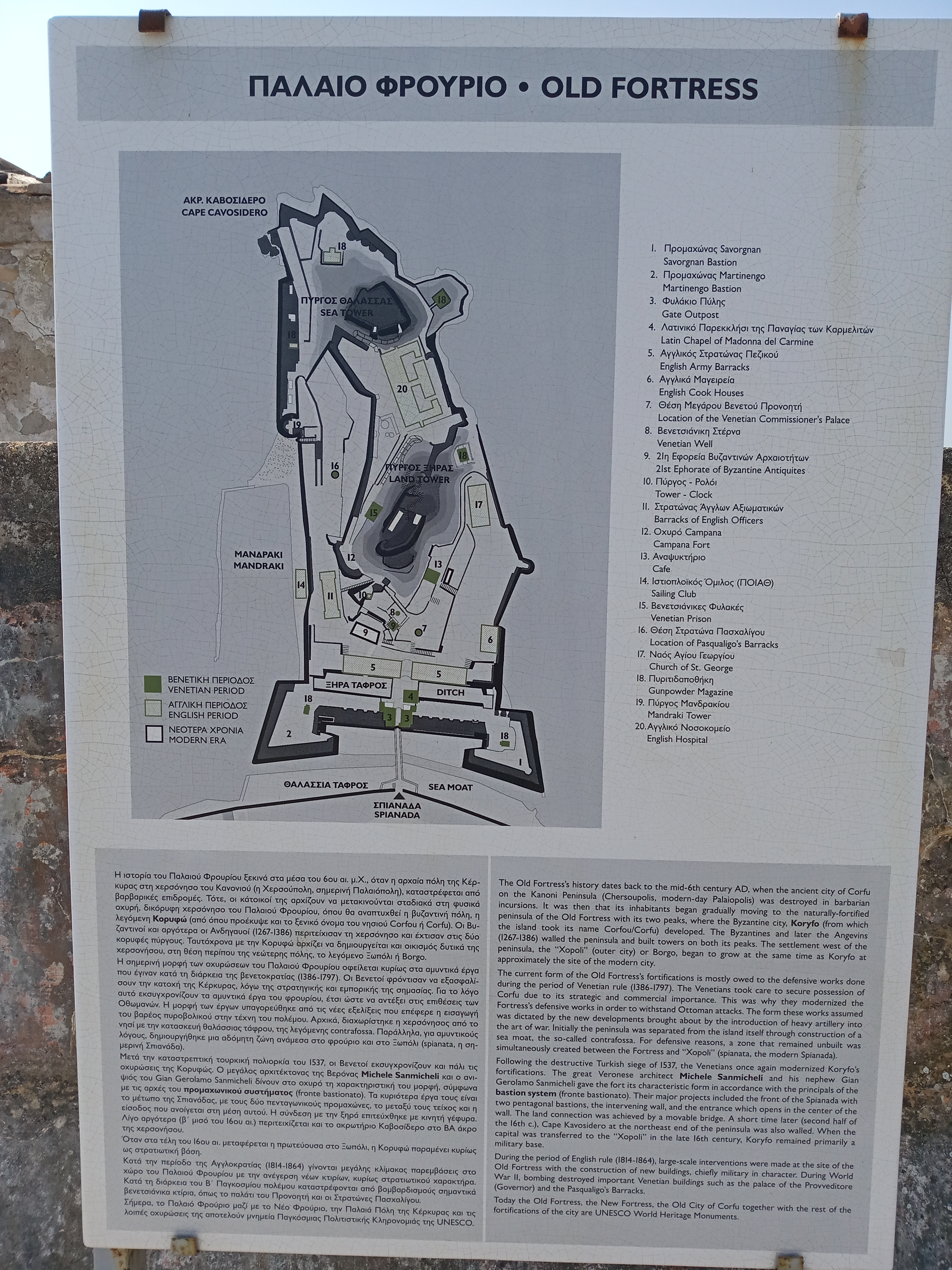
Інформаційна табличка

У приміщенні вхідних воріт розташований невеликий музей, в якому представлена колекція візантійських ікон і мозаїки. За галереї бастіонів фортеці можна вийти на вершину цитаделі і з оглядового майданчика поглянути на вражаючу панораму міста і морських просторів. На території фортеці встановлено багато різноманітних гармат, за якими можна простежити різні періоди існування Палео Фруріо. Деякі з гармат належали венеційцям, інші – французам і британцям.

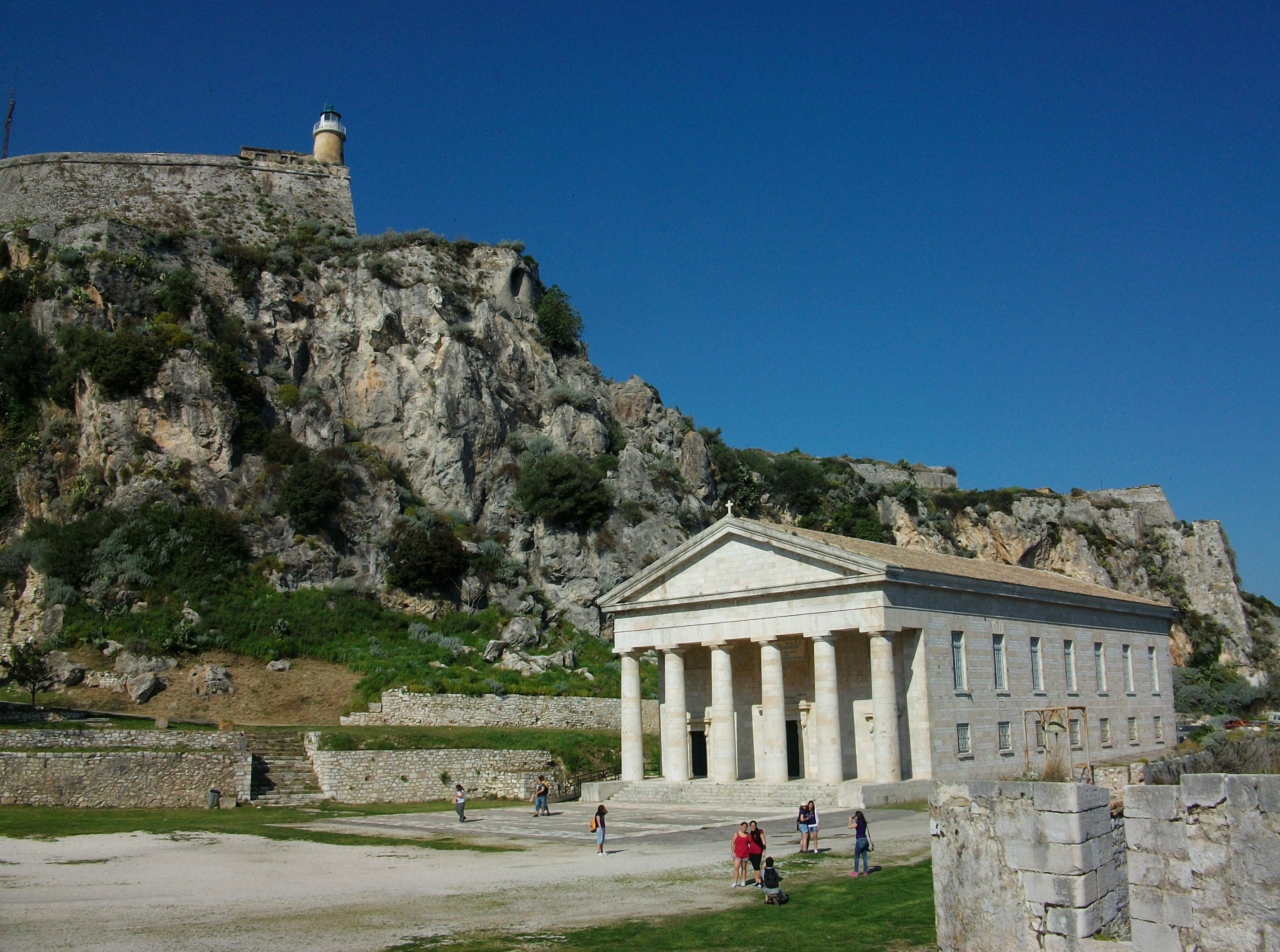
Церква Святого Георгія

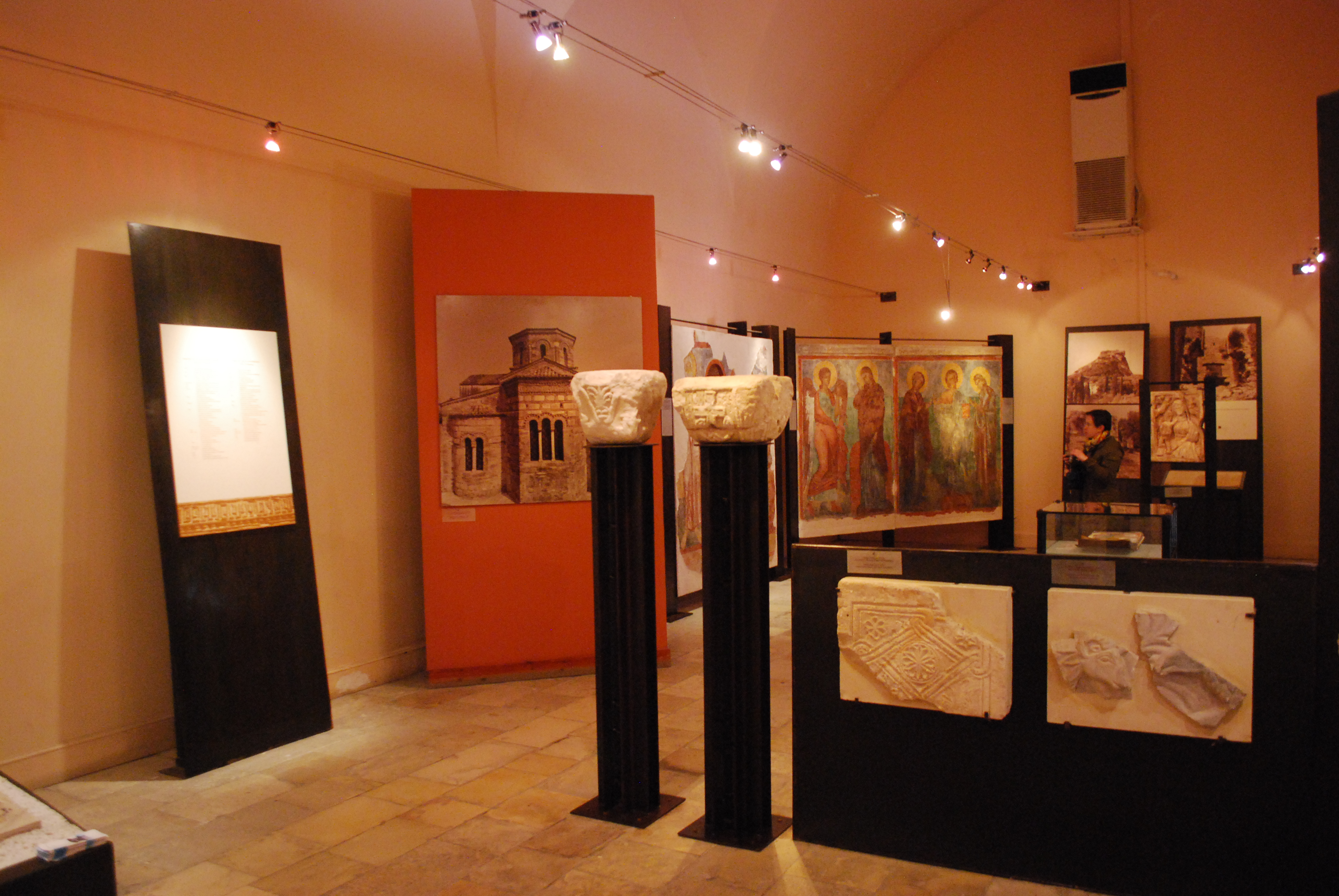
музей

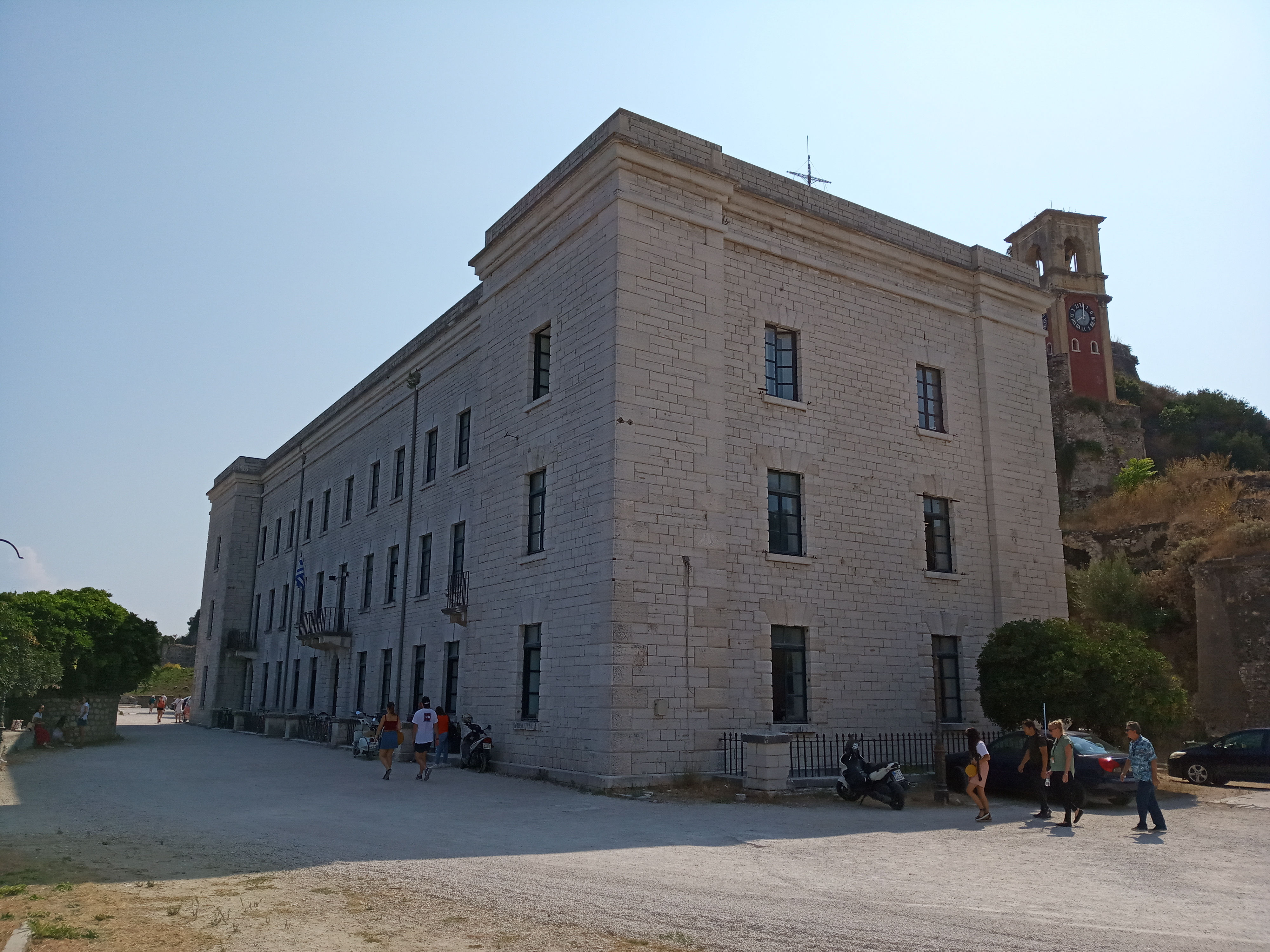
Музичний факультет місцевого університету

Найбільш примітною будовою, яка дісталася Старій фортеці від британського періоду, є церква Святого Георгія, покровителя воїнів. У 1840 році церква була побудована в якості англіканського собору для службовців гарнізону. Після відходу британських військових з острова церква стала православним храмом, в який були передані старовинні ікони храму Святого Спиридона. Будівля церкви привертає величезну увагу туристів завдяки архітектурі, незвичайній для культової споруди. Будівля виконана в неокласичному стилі з доричними колонами біля входу і більше нагадує давньогрецький храм, ніж православну церкву. Навпроти Старої фортеці розташована Спьянада, яка колись була лише однією з оборонних споруд фортеці – пустельним майданчиком для стрільби, а в 19 столітті перетворилася на красиву міську площу. Кажуть, що це найбільша площа в Греції і одна з найбільших в Європі.
Тут розташована Громадська бібліотека Корфу, історичний архів Корфу, дослідницька лабораторія еллінської музики при Іонічному університеті, виставкові зали тощо. У фортеці влаштовуються вистави з іонійськими народними танцями та світлозвукові шоу.
Стара фортеця Корфу відкрита для відвідувань: 
квітень-жовтень – з 8 до 20;

листопад-березень – з 8 до 15.